# Carolina Jaramillo
Carolina Jaramillo  (Medellín, Antioquia, 20 de septiembre de 1983) es una actriz colombiana.

## Carrera
Esta actriz paisa, tras haber aparecido en la telenovela colombiana Por amor, probó su suerte en México y, recomendada por el gerente del Canal RCN, logró aparecer en series como Me amarás bajo la lluvia, El pantera y Palabra de mujer.
También fue elegida en un casting en Colombia para aparecer en la cinta mexicana Polvo de ángel junto a Ludwika Paleta y Plutarco Haza.

## Televisión
- Palabra de mujer (2007)- Tamara Fuentes
- El pantera (2007) - Ana
- Por amor (2006) - Rita
- Al ritmo de tu corazón (2004)
- Me amarás bajo la lluvia (2004) - Daniela Falcón

### Reality Show
- Protagonistas de Novela

## Películas
- Polvo de ángel (2007) - Susana